# Harvey álma
A Harvey álma (eredeti cím: Harvey's Dream) egy Stephen King által írt novella, amelyet eredetileg 2003 júniusában a The New Yorker  tett közzé, majd később, 2008-ban King Napnyugta után című novelláskötetében jelent meg.

## Történet
Harvey és Janet, egy középkorú házaspár, akik diszfunkcionális kapcsolatban élnek, s egyik reggelizés közben Harvey elmondja, hogyan ébredt fel ordítva álmából: az álmában az egyik lányukat elütötte egy teherautó. Janet hamarosan rájön, hogy az álom részletei mennyire azonosak a jelenlegi reggelével, különösen, mikor észreveszi, hogy a szomszédjuk autóján karcolás van, valamint egy vérfolt, akárcsak Harvey álmában. A történet úgy ér véget, hogy Harvey felveszi a telefont, ahogy azt álmában is tette, megerősítve ezzel Janet egyre erősödő félelmeit, miszerint az álom eseményei igazak.

## Kritikus fogadtatás
Matt Thorne a The Independent nevű hírportálon egyik alkalommal a Napnyugta Után című könyvet értékelte, amelyben megtalálható a Harvey álma is. Megemlíti a "Harvey álmát", mint a könyv egyik leggyengébb történetét (A bizonyítványosztás délutánja című történet mellett).
A The Washington Times-ban Christian Toto, aki szintén a Napnyugta után című könyvről ír, azt mondja, hogy a Harvey álma "kevesebb, mint 10 oldalas, de Mr. Kingnek mindössze néhány bekezdésre van szüksége ahhoz, hogy teljesen összefüggő rémálmot idézzen elő." 
A Napnyugta után a St. Petersburg Times-ban megjelent kritika Harvey álmát "csendesen riasztó" rövid történetnek nevezi.

## Filmváltozat
A történetből 2014-ben egy 10 perces filmfeldolgozás készült, a Hometown Pictures és a Omen Bird Pictures gyártásában, Alexander von Hofmann rendezésében. A rövidfilm hivatalos premierje a Palm Springs International Shortfest filmfesztiválon volt.

## Fordítás
Ez a szócikk részben vagy egészben  a   Harvey's Dream című angol Wikipédia-szócikk fordításán alapul.  Az eredeti cikk szerkesztőit annak laptörténete sorolja fel. Ez a jelzés csupán a megfogalmazás eredetét és a szerzői jogokat jelzi, nem szolgál a cikkben szereplő információk forrásmegjelöléseként.